# Выпуск 1845 года (Вест-Пойнт)
Выпуск 1845 года в американской военной академии Вест-Пойнт дал стране 10 генералов. 24 выпускника этого года стали участниками гражданской войны, из них 7 сражались на стороне Юга, 17 — на стороне Севера. Среди выпускников этого года были корпусной генерал Фицджон Портер, генерал-лейтенант Эдмунд Кирби Смит и будущий суперинтендант академии, Томас Питчер.
Суперинтендантом академии в 1845 году был Ричард Делафилд.
| Имя               | ранг | звание                 | примечания |
| ----------------- | ---- | ---------------------- | --- |
| Уильям Уайтинг    | 1    | генерал-майор          | Генерал-майор армии Конфедерации, командовал дивизией во время Семидневной битвы, попал в плен во втором сражении при Форт-Фишер и умер в федеральном госпитале.                                                                                                 |
| Эдвард Хант       | 2    | майор                  | преподаватель Вест-Пойнта в 1846—1849, погиб в 1863 при экспериментах с подводной стрельбой. |
| Луис Хеберт       | 3    | бригадный генерал      | Участник гражданской войны, командир 3-го луизианского полка, затем пехотной бригадой, попал в плен в сражении при Виксберге. |
| Уильям Смит       | 4    | ?                      | ? |
| Томас Вуд         | 5    | генерал-майор          | Генерал-майор федеральной армии, командовал дивизией Теннессийской армии. |
| Томас Ретт        | 6    | майор                  | участник мексиканской войны, майор армии Конфедерации. |
| Чарльз Стоун      | 7    | бригадный генерал      | Преподавал в Вест-Пойнте географию, историю и этику (1845—1846), участник мексиканской войны, офицер федеральной армии во время гражданской войны, начальник штаба при генерале Бэнксе (1863—1864).                                                              |
| Фицджон Портер    | 8    | генерал-майор          | генерал-майор федеральной армии, командир V корпуса. |
| Джошуа Карлайл    | 9    | майор (вр.)            | участник мексиканской войны и войн с семинолами, участник подавления восстания Джона Брауна, командовал артиллерийской батареей в первом сражении при Бул-Ране, командир артиллерийской бригады во время кампании на полуострове.                                |
| Джордж Эдвардс    | 10   | первый лейтенант       | участник мексиканской войны, уволился из армии в 1851 |
| Генри Коппи       | 11   | капитан (вр.)          | участник мексиканской войны, преподавал в Вест-Пойнте французский (1848—1849), а также историю, географию и этику (1850—1855), уволился из армии в 1855 году. Автор нескольких книг по истории и литературе, президент университета Лехай.                       |
| Фрэнсис Коллинз   | 12   | первый лейтенант       | Участник мексиканской войны, адъютант генерала Шилдса, участник войн с семинолами, уволился из армии в 1850 |
| Джозеф Ферри      | 13   | первый лейтенант       | Участник мексиканской войны, погиб в сражении при Молино-дель-Рей. |
| Луис Уэлч         | 14   | первый лейтенант       | умер в 1848 |
| Джордж Эндрюз     | 15   | полковник              | участник мексиканской и гражданской войны, командир 5-го артиллерийского и 4-го артиллерийского полков. |
| Томас Уэлд        | 16   | первый лейтенант       | участник мексиканской войны, умер в 1850 году. |
| Джон Хэтч         | 17   | генерал-майор (вр.)    | участник мексиканской войны и штурма Чепультепека, бригадный генерал и генерал-майор федеральной армии; получил Медаль Почета за храбрость в сражении у Южной горы.                                                                                              |
| Джон Ричи         | 18   | второй лейтенант       | погиб в Мексике в 1847 году |
| Генри Меррилл     | 19   | второй лейтенант (вр.) | умер в октябре 1845 года в результате несчастного случая. |
| Патрик Фаррелли   | 20   | первый лейтенант       | участник мексиканской войны, умер при падении с лошади в форте Вашита в 1851 году. |
| Абрам Линкольн    | 21   | первый лейтенант       | участник мексиканской войны, умер в 1852 году. |
| Безалел Армстронг | 22   | второй лейтенант       | участник мексиканской войны, умер в 1849 году. |
| Уильям Алленн     | 23   | второй лейтенант (вр.) | умер в декабре 1845 |
| Джеймс Снеллинг   | 24   | капитан                | участник мексиканской войны, умер в 1855 |
| Эдмунд Кирби Смит | 25   | генерал-лейтенант      | участник мексиканской войны и штурма Чапультепека, преподавал в Вест-Пойнте математику (1849—1852), командовал Кентуккийской армией и корпусом Теннессийской армии.                                                                                              |
| Томас Монтгомери  | 26   | капитан                | участник мексиканской войны, умер в 1854 году. |
| Джон Дэвидсон     | 27   | бригадный генерал      | в годы мексиканской войны воевал в Калифорнии в драгунском полку, генерал федеральной армии в годы гражданской войны, участвовал в Семидневной битве и сражениях в Миссури.                                                                                      |
| Джеймс Уард       | 28   | капитан                | участник мексиканской войны, умер в 1858 году. |
| Джеймс Хэйвс      | 29   | бригадный генерал      | участник мексиканской войны, преподавал в Вест-Пойнте пехотную тактику (1848), математику (1848—1849) и кавалерийскую тактику (1849—1850); в звании бригадного генерала КША участвовал в сражении при Шайло.                                                     |
| Ньютон Дживенс    | 30   | второй лейтенант       | покинул армию в 1843 году. |
| Ричард Рэдфорд    | 31   | полковник              | Командовал 2-м вирджинским кавалерийским полком |
| Делос Сакетт      | 32   | генерал-майор (вр.)    | участник мексиканской войны, преподавал в Вест-Пойнте кавалерийскую тактику (1850—1855), Генерал-инспектор Потомакской армии. |
| Бернард Би        | 33   | бригадный генерал      | бригадный генерал армии Конфедерации, погиб в первом сражении при Бул-Ране. |
| Уильям Ри         | 34   | второй лейтенант       | умер в 1847. |
| Гордон Гренджер   | 35   | генерал-майор (вр.)    | участник мексиканской войны, командир бригады Миссисипской армии, командующий кавалерией Миссисипской армии, командир IV корпуса Камберлендской армии. |
| Генри Клиц        | 36   | бригадный генерал      | участник мексиканской войны, преподавал в Вест-Пойнте пехотную тактику (1848—1855), участвовал в кампании на полуострове и попал в плен при Геинс-Милл, вернулся в Вест-Пойнт, где преподавал артиллерийское дело, пехотную и кавалерийскую тактику (1862—1864). |
| Уильям Вуд        | 37   | подполковник           | участник мексиканской войны, преподавал в Вест-Пойнте пехотную тактику (1855—1856), Генерал-инспектор Потомакской армии (1861). |
| Дэвид Рассел      | 38   | генерал-майор (вр.)    | участник мексиканской войны, во время гражданской войны командовал 70-м массачусетским полком, с ноября 1862 — бригадный генерал, участник сражения при Геттисберге, погиб в третьем сражении при Винчестере.                                                    |
| Джозеф МакЭлвейн  | 39   | второй лейтенант       | случайно застрелил сам себя в 1847 году. |
| Томас Питчер      | 40   | бригадный генерал      | участник мексиканской войны и штурма Чапультепека, участник гражданской войны, ранен в сражении у Кедровой горы и выбыл из строя; суперинтендант Вест-Пойнта (1866—1870).                                                                                        |
| Уильям Криттенден | 41   | второй лейтенант       | участник мексиканской войны, уволился из армии в 1849, погиб на Кубе в 1851 году. |

| Выпускники 1845 года                                                                             |
| ------------------------------------------------------------------------------------------------ |
| - Делос Сакетт - Генри Коппи - Гордон Гренджер - Бернард Би - Эдмунд Кирби Смит - Фицджон Портер |